# Habenaria nemorosa
Habenaria nemorosa är en orkidéart som beskrevs av João Barbosa Rodrigues. Habenaria nemorosa ingår i släktet Habenaria och familjen orkidéer. Inga underarter finns listade i Catalogue of Life.